# Bathygnathia depaolorosae
Bathygnathia depaolorosae är en kräftdjursart som beskrevs av George 2003. Bathygnathia depaolorosae ingår i släktet Bathygnathia och familjen Gnathiidae. Inga underarter finns listade i Catalogue of Life.